# Јершник (Тимиш)
Јершник (рум. Ierșnic) насеље је у Румунији у округу Тимиш у општини Охаба Лунга. Oпштина се налази на надморској висини од 160 m.

## Прошлост
По "Румунској енциклопедији" место се помиње 1454. године, као посед Јанка Хуњадија. Постојала су три блиска и сродна насеља, који ће се стопити у једно. Када су 1717. године отишли Турци, пописано је ту 20 домова.
Аустријски царски ревизор Ерлер је 1774. године констатовао да место припада Лунгшком округу, Лугожког дистрикта. Становништво је било претежно влашко. Био је ту парох 1797. године поп Јован Несторов (рукоп. 1785) који није знао српски језик; служио се само румунским. Парохијска филијала је у то време место Топла.

## Становништво
Према подацима из 2002. године у насељу је живело 220 становника.

### Попис2002.
| Расподела становништва по националности 2002.‍ | Расподела становништва по националности 2002.‍ | Расподела становништва по националности 2002.‍ | Расподела становништва по националности 2002.‍ | Расподела становништва по националности 2002.‍ |
| --------------------------------------------- | --------------------------------------------- | --------------------------------------------- | --------------------------------------------- | --------------------------------------------- |
|                                               |                                               |                                               |                                               |                                               |
| Румуни                                        | Румуни                                        |                                               | 204                                           | 93,6%                                         |
| Мађари                                        | Мађари                                        |                                               | 7                                             | 3,2%                                          |
| Украјинци                                     | Украјинци                                     |                                               | 7                                             | 3,2%                                          |